# Märklin Magazin
Das Märklin Magazin ist eine seit 1965 von der Firma Märklin herausgegebene Modelleisenbahn-Zeitschrift. Der Untertitel lautet Die ganze Welt der Modellbahnen. Die Zeitschrift erscheint auch in englischer Sprache mit dem Untertitel The whole world of model railroads in französischer Sprache mit dem Untertitel L’univers des trains miniatures und auf Niederländisch mit dem Untertitel De hele wereld van de modelbaan. Sie ist sowohl einzeln als auch im Abonnement erhältlich. Mitglieder des Märklin Insider-Clubs und des Trix-Clubs erhalten die Zeitschrift im Rahmen ihrer Mitgliedschaft. 
Das Magazin erscheint alle zwei Monate. Es behandelt vorzugsweise Modelleisenbahnthemen, berichtet aber auch über deren Vorbild, die Eisenbahn. Notariell beglaubigt wurden im vierten Quartal 2018 56.965 und im vierten Quartal 2023 52.988 Exemplare abgesetzt.